# 238丁目駅
238丁目駅（238ちょうめえき、英語: 238th Street）は、ブロンクス区の238丁目とブロードウェイ交差点に位置するニューヨーク市地下鉄IRTブロードウェイ-7番街線の駅である。1系統が終日停車する。

## 駅構造
| P ホーム階 | 相対式ホーム、右側ドアが開く | 相対式ホーム、右側ドアが開く                                                          |
| P ホーム階 | 北行緩行線                   | ← ヴァン・コートラント・パーク-242丁目駅行き（終点） ← ラッシュ時一部列車：当駅止まり |
| P ホーム階 | 混雑方向急行線               | → 定期列車通過なし                                                                    |
| P ホーム階 | 南行緩行線                   | → サウス・フェリー駅行き（231丁目駅）→                                                |
| P ホーム階 | 相対式ホーム、右側ドアが開く |                                                                                       |
| G          | 地上階                       | 出入口                                                                                |

1908年8月1日に開業した駅はIRTレノックス・アベニュー線145丁目駅同様に北行ホームへの入口がない点が最大の特徴だった。2018年9月4日から2019年1月2日までは南行ホームが閉鎖されるため北行ホームへの入口が暫定的に設置されていたほか、南行ホームが営業再開した後も北東の改札には入場改札機が残され、当駅は両方向のホームに入場できるようになった。相対式ホーム2面3線の構造で、240丁目車両基地への入出区線が北側で分岐しており始発および終着の列車が設定されている。

### 出口

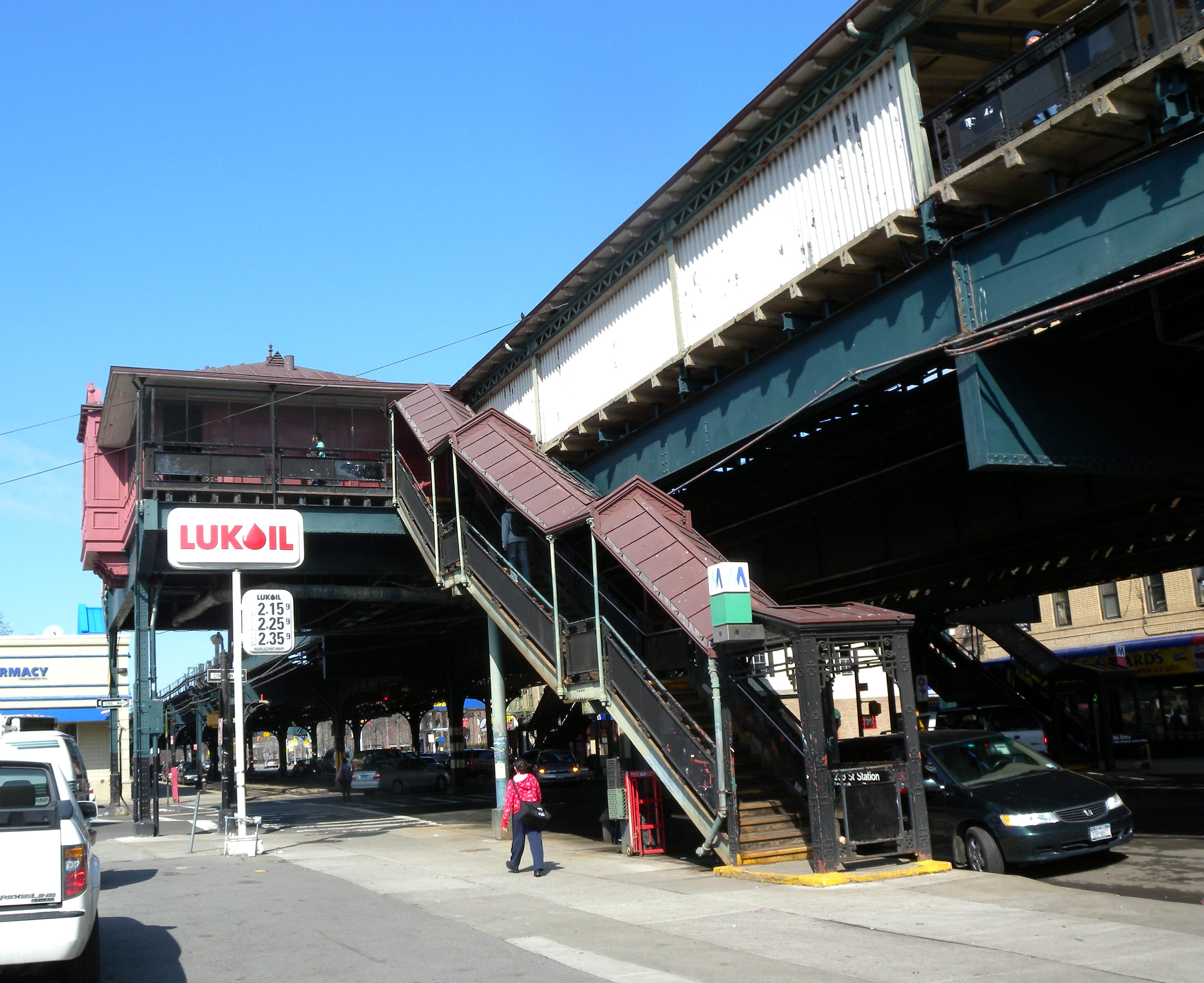
交差点南西の階段

ホーム横に改札がある。地上へは北行ホームからは238丁目とブロードウェイの交差点北東・南東に、南行ホームからは同交差点南西に階段が1つずつ下りている。